# Томори, Пал
Пал Томори (венг. Pál Tomori; ок. 1475 — 29 августа 1526, у Мохача, Королевство Венгрия) — венгерский священнослужитель и военачальник, погиб в битве при Мохаче.

## Биография
Пал Томори родился около 1475 года в дворянской семье. Он начал свою службу в казначействе Трансильвании у Яноша Борнемисы. С 1501 по 1514 год Томори служил управляющим Соляной палаты, затем в 1505 году был назначен кастеляном замка Фэгэраш. В 1506 году Томори подавил восстание секлеров, которое произошло из-за особого налога быками. 
В 1514 году в городе Бихар под командованием Томори был уничтожен один из уцелевших отрядов восставших во время крестьянского восстания под предводительством Дьёрдя Дожи. В плен был захвачен и казнён один из предводителей восставших священник Лёринц Месарош. В 1515 году Томори был назначен капитаном Мукачёвского замка, в 1519 году занял должность капитана Будайской крепости.
Летом 1520 года после смерти своей второй невесты по неизвестным причинам разделил своё богатство между родственниками. Он вступил в Орден Святого Франциска и ушёл в монастырь. В 1521 году во время войны с Османской империей ему предлагали возглавить венгерскую армию, но Томори не захотел возвращаться к светской карьере. 
В 1523 году папа римский Адриан VI заставил его принять титул архиепископа Калочи. Покинув монастырь, он возглавил архиепископство, но при этом Томори был наместником провинции в звании генерал-капитана Нижней Венгрии. По его приказу укреплялись крепости и собирались войска для борьбы с турками. В том же году он нанёс поражение войску Ферхату-паши, наступавшее на Сирмию.
Во время битвы при Мохаче Томори был главнокомандующим венгерской армией. Битва началась с атаки тяжёлой кавалерии венгров под командованием Томори. Тяжёлая кавалерия венгров оттеснила Румелийскую армию и турки стали притворно отступать. Во время атаки венгерская кавалерия попала под артиллерийский и мушкетный огонь турок. Битва закончилась сокрушительным поражением венгров, в битве погибли король Лайош II, Томори и ряд представителей знати и духовенства.